# Titulcia
Titulcia község Spanyolországban, Madrid tartományban. Titulcia Chinchón, Aranjuez és Ciempozuelos községekkel határos. Lakosainak száma 1387 fő (2024).

## Népesség
A település népessége az utóbbi években az alábbiak szerint változott:
| Lakosok száma | 934  | 935  | 960  | 1162 | 1206 | 1261 | 1274 | 1313 | 1336 | 1387 |
|               | 2001 | 2004 | 2007 | 2009 | 2012 | 2014 | 2017 | 2019 | 2022 | 2024 |